# Johan Balder
Johan Balder (* 27. Dezember 1982) ist ein niederländischer Fußballschiedsrichterassistent.
Balder ist seit der Saison 2013/14 Schiedsrichterassistent in der niederländischen Eredivisie.
Seit 2019 steht er auf der Liste der FIFA-Schiedsrichter und ist bei internationalen Fußballspielen im Einsatz.
In der Saison 2019/20 war Balder erstmals bei einem Spiel in der Europa League, in der Saison 2020/21 erstmals bei einem Spiel in der Champions League im Einsatz.
Im April 2024 wurde Balder als Unterstützungsschiedsrichter für die Europameisterschaft 2024 in Deutschland nominiert.